# Bahtîn, Murovani Kurîlivți
Bahtîn (în ucraineană Бахтин) este localitatea de reședință a comunei Bahtîn din raionul Murovani Kurîlivți, regiunea Vinnița, Ucraina.

## Demografie
Componența lingvistică a localității Bahtîn
     Ucraineană (99,17%)
     Alte limbi (0,83%)
Conform recensământului din 2001, majoritatea populației localității Bahtîn era vorbitoare de ucraineană (99,17%), existând în minoritate și vorbitori de alte limbi.